# Alfred Mombert
Alfred Mombert, född 6 februari 1872 i Karlsruhe, död 8 april 1942 i Winterthur i Schweiz, var en tysk författare. Han var kusin till ekonomen Paul Mombert.
Mombert, som var av judisk härkomst, skrev bland annat diktsamlingarna Tag und Nacht (1894), Die Schöpfung (1897), Der Denker (1901), Die Blüte des Chaos (1905), Der Sonne-Geist (1905), Der himmlische Zecher (1906), den lyrisk-dityrambisak trilogin Aeon (1907-11), Der Held der Erde (1919) och Ataïr (1925). Han var en av den tyska symbolismens förgrundsfigurer med hög litterär ambition och förebådade i vid mån expressionismen genom sin språkliga förnyelsesträvan.